# Siluriformes
Siluriformes é uma ordem de peixes da classe Actinopterygii. Popularmente são conhecidos como peixes-gato, bagres ou cascudos. Podem ser marinhos (como os Ariidae e Plotosidae) ou de água doce. Têm, geralmente, em comum a presença de grandes barbilhos aos lados da boca, fazendo lembrar os bigodes de um gato, mas tal não acontece para todos os elementos da ordem que se distingue por determinadas características do crânio e da bexiga natatória. Não têm escamas. Encontram-se praticamente por todo o planeta exceto na Antártica. Variam muito em tamanho, incluindo desde alguns dos vertebrados de menores dimensões, como o único parasita vertebrado a atacar o ser humano, até ao Pangasianodon gigas, o maior peixe de água doce até hoje identificado.

## Taxonomia
A ordem Siluriformes é considerada monofilética, com base em análises moleculares.
| Nelson, 2006 | Nelson, 2006 | Sullivan et al., 2006 | Sullivan et al., 2006 |
| --- | --- | --- | --- |
| - Famílias não resolvidas - Cetopsidae - Pseudopimelodidae - Heptapteridae - Cranoglanididae - Ictaluridae - Loricarioidea - Amphiliidae - Trichomycteridae - Nematogenyiidae - Callichthyidae - Scoloplacidae - Astroblepidae - Loricariidae - Sisoroidea - Amblycipitidae - Akysidae - Sisoridae - Erethistidae - Aspredinidae - Doradoidea - Mochokidae - Doradidae - Auchenipteridae | - Siluroidea - Siluridae - Malapteruridae - Auchenoglanididae - Chacidae - Plotosidae - Clariidae - Heteropneustidae - Bagroidea - Austroglanididae - Claroteidae - Ariidae - Schilbeidae - Pangasiidae - Bagridae - Pimelodidae | - Famílias não-resolvidas - Cetopsidae - Plotosidae - Chacidae - Siluridae - Pangasiidae - Loricarioidei - Trichomycteridae - Nematogenyiidae - Callichthyidae - Scoloplacidae - Astroblepidae - Loricariidae - Clarioidea - Clariidae - Heteropneustidae - Arioidea - Ariidae - Anchariidae - Pimelodoidea - Pimelodidae - Pseudopimelodidae - Heptapteridae - Conorhynchos - Ictaluroidea - Ictaluridae - Cranoglanididae | - Doradoidea (clado-irmão de Aspredinidae) - Doradidae - Auchenipteridae - "Big Asia" - Sisoroidea - Amblycipitidae - Akysidae - Sisoridae - Erethistidae - Ailia + Laides - Horabagridae (Horabagrus + Pseudeutropius + Platytropius) - Bagridae (exceto Rita) - "Big Africa" - Mochokidae - Malapteruridae - Amphiliidae - Claroteidae - Lacantuniidae - Schilbeidae |